# Kościół św. Andrzeja Apostoła w Siedlikowie
Kościół świętego Andrzeja Apostoła w Siedlikowie – rzymskokatolicki kościół parafialny należący do parafii pod tym samym wezwaniem (dekanat Ostrzeszów diecezji kaliskiej).
Jest to świątynia wzniesiona w 1778 roku. Odnawiana i remontowana była kilkakrotnie: w 1949, 1974 (przekształcony został wówczas wystrój wewnętrzny), 1985, oraz w latach 1991–1993.
Budowla jest drewniana, jednonawowa, wzniesiona została w konstrukcji zrębowej. Świątynia jest orientowana. Jej prezbiterium jest mniejsze w stosunku do nawy, zamknięte jest trójbocznie, z boku jest umieszczona zakrystia. Od frontu nawy znajduje się kruchta. Świątynię nakrywa dach dwukalenicowy, pokryty gontem, na dachu jest umieszczona barokowa wieżyczka na sygnaturkę. Zwieńcza ją blaszany cebulasty dach hełmowy z latarnią. Wnętrze nakryte jest płaski, belkowym stropem, obejmującym nawę i prezbiterium. Chór muzyczny jest nadwieszony. Na belce tęczowej znajduje się ludowy krucyfiks. Zachowały się trzy portale w formie oślego grzbietu. Ołtarz główny reprezentuje styl barokowo-ludowy i powstał w 2 połowie XVII wieku, jest ozdobiony obrazem Świętego Andrzeja i wizerunkiem fundatora. Dwa ołtarze boczne pochodzą z początku XIX wieku. Płaskorzeźby w stylu późnogotyckim zostały wykonane w XVI wieku.